# Stare Miasto (Tarnobrzeg)
Stare Miasto w Tarnobrzegu – jedno z osiedli administracyjnych ustanowionych decyzją Rady Miasta Tarnobrzega. Stanowi centralny, najstarszy i najważniejszy punkt wśród urbanistycznych jednostek miasta. Pełni funkcje wielofunkcyjnego centrum z najlepiej rozwiniętą bazą usługową. Skupia w sobie większość życia kulturalnego, biznesowego, administracyjnego i społecznego Tarnobrzega. Funkcja pozostałych osiedli ogranicza się do roli sypialni lub są to tereny wiejsko-rolnicze. Znajdują się tu m.in.: Urząd Miasta, siedziba Prezydenta i Rady Miasta, Sąd Rejonowy i Okręgowy, Urząd Stanu Cywilnego, Państwowa Inspekcja Pracy, Straż Miejska, Państwowa Akademia Nauk Stosowanych, Szkoła Muzyczna, Zespół Szkół Ogólnokształcących, Społeczne Liceum Ogólnokształcące. Do II wojny światowej teren ten zamieszkiwany był w większości przez ludność żydowską.

## W węższym znaczeniu
Granice i nazwy osiedli zostały sztucznie, administracyjnie narzucone przez Radę Miasta w 1991 r. Stare Miasto w powszechnym zwyczajowym nazewnictwie utożsamiane jest z pl. Bartosza Głowackiego i jego bezpośrednią okolicą (Klasztor o. Dominikanów, ul. Sandomierska, ul. Kościuszki, ul. Szeroka).

## Pomniejsze części administracyjnego osiedla
Jednostkami urbanistycznymi, będącymi częściami składowymi administracyjnego osiedla Stare Miasto są:
- Nadole
- Osiedle Młodych
- Centrum